# 元老院 (チリ)
元老院（げんろういん、スペイン語: Senado de la República de Chile）は、チリ共和国の議会を構成する議院のひとつで、上院に相当する。
これは、各2名の議員を選出する60の選挙区から、直接普通選挙によって8年を任期として選出される。議員は少なくとも35歳以上でなければならず、選挙で失格にならず、中等教育を修了した者でなければならなく、候補者は当選してから、9ヶ月以内に政党に所属していなければならない。2021年には元老院廃止を盛り込んだ法案が提出されたが、翌年の国民投票で法案は棄却されている。
2005年8月16日の合同議会で承認された憲法改正により、2006年3月11日の憲法施行で終身上院議員が解任され、20人の新たに選出された上院議員が当選し、上院議員の総数は38人となった。1980年憲法では、大統領から指名された元老院議員が任命されていた。エドゥアルド・フレイ・ルイスタグレとアウグスト・ピノチェトの2人の元大統領が終身元老院議員に任命されていたが、ピノチェトは2002年に終身元老院議員を辞任した。フレイは2005年の憲法改正で議席を失ったが、同年の総選挙で議席を獲得し、元老院議長まで務めた。